# Tongling
Tongling is een stad in de gelijknamige prefectuur in de oostelijke provincie Anhui, Volksrepubliek China. Bij de volkstelling van 2020 had de stad 626.040 inwoners, de prefectuur had 1.311.726 inwoners.
In Tongling is een grote cokesfabriek van Tongling Pacific Special Materials gevestigd. Het is een onderdeel van de CITIC Pacific Special Steel Group.